# Turismo na Alemanha
A Alemanha possui uma grande diversidade natural e cultural, apresenta-se como um dos mais populares destinos turísticos do mundo. De castelos, vilas idílicas, vales alpinos, praias e lagos intocados para o eterno festival urbano de cidades, a Alemanha é uma combinação singular de encanto, muito cosmopolita e com um estilo de vida único.

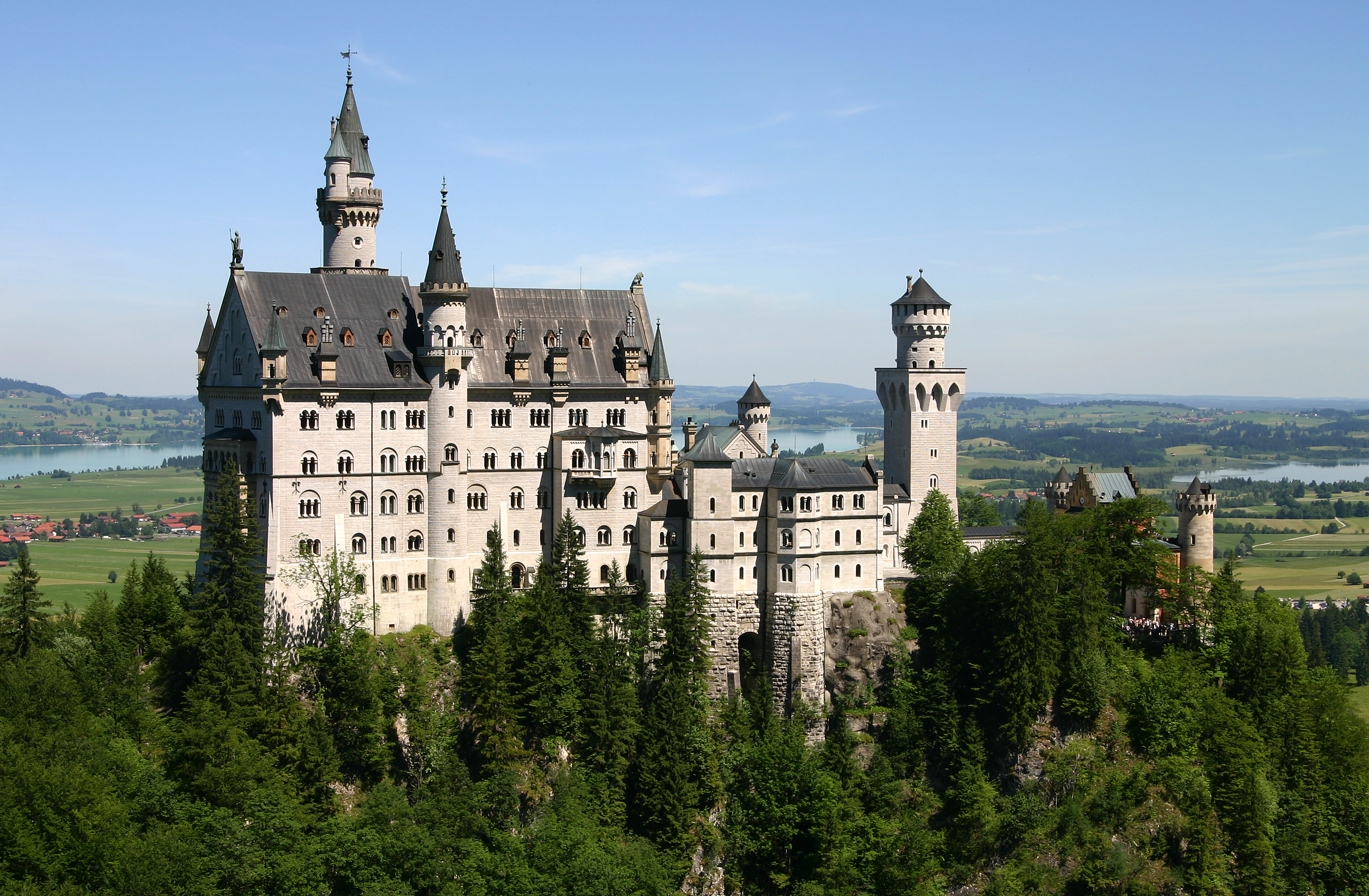
O Castelo de Neuschwanstein visto de Marienbrücke.

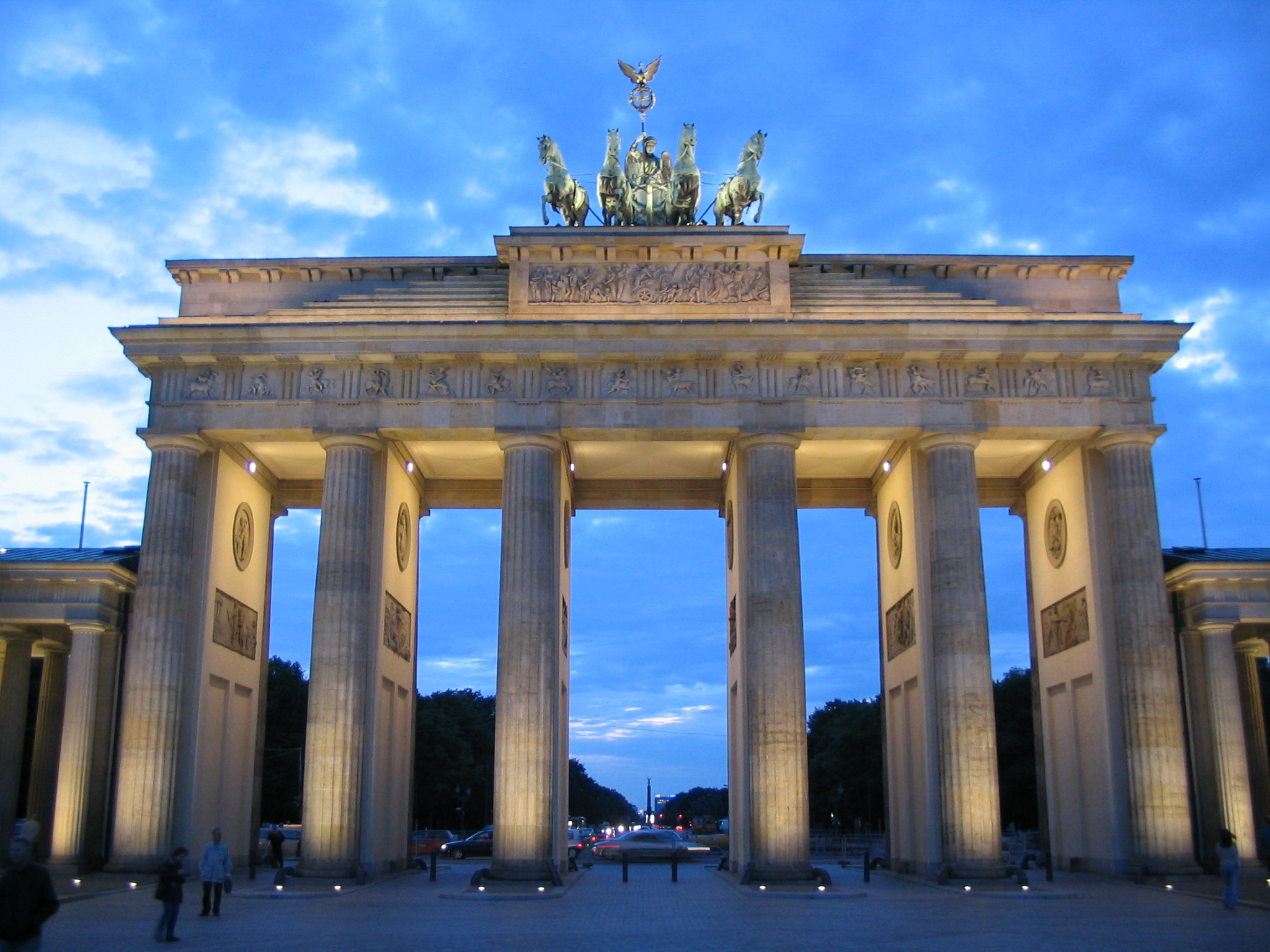
Portas de Brandemburgo

A Alemanha pode ser visitada em qualquer época do ano visto conter atrações e festivais em todas as estações.
Uma gloriosa nação mergulhada na história, arte e cultura, com muitos lugares interessantes para explorar. Há património monumental e locais que se podem visitar, tais como a magnífica Catedral de Colónia, o espectacular Castelo de Neuschwanstein, o Castelo de Hohenschwangau, Portão de Brandemburgo, em Berlim, os palácios e jardins de Potsdam e a Igreja de Nossa Senhora de Dresden.
Alemanha oferece diversas opções de alojamento, que incluem hotéis, pousadas, hospedarias, albergues da juventude e alojamento privado.

## Turismo de natureza
A Alemanha é admirada pelas suas paisagens com neve, nomeadamente nos Alpes, rios magníficos, antigos castelos, vilas medievais românticas e requintada arquitetura.
Tem uma lista de reservas naturais como o Médio Elba e as florestas de bávaros.
As falésias em Rugen e a Floresta Negra, estão entre as muitas atrações naturais de interesse na Alemanha.

## Festivais e eventos
A Alemanha tem uma agenda cheia de diversos eventos e festivais, cheios de tradição, a partir das festas da cerveja, festivais e festas de Natal, feiras do livro e eventos desportivos.
Oktoberfest de Munique é o mais famoso festival de cerveja do mundo, oferecendo 6 milhões de litros das melhores cervejas.
Depois há Berlin's Love Parade, o que significa a Parada/Marcha do Amor.
A Alemanha também se orgulha da Berlin Film Festival, um dos festivais cinematográficos mais prestigiados do mundo.
A Alemanha é também famosa pela Feira do Livro de Frankfurt.
O carnaval na Alemanha é também tempo para festa, desfiles e máscaras.

## Principais atrações turísticas
Alemanha atrai turistas de todo o mundo com a sua história, belezas naturais e a arquitetura excelente, desde há muitos anos. Actualmente, a Alemanha é um dos mais visitados países na Europa com imensas de atracções turísticas.
Desde os maravilhosos antigos castelos míticos, da brilhante arquitetura de catedrais e antigas vilas, de aldeias de montanha e de relaxar no regaço da natureza na sublime paisagem alpina.
Há uma longa lista de locais históricos e atracções a visitar na Alemanha, de modo que fica difícil escolher um para começar.

### Principais destinos

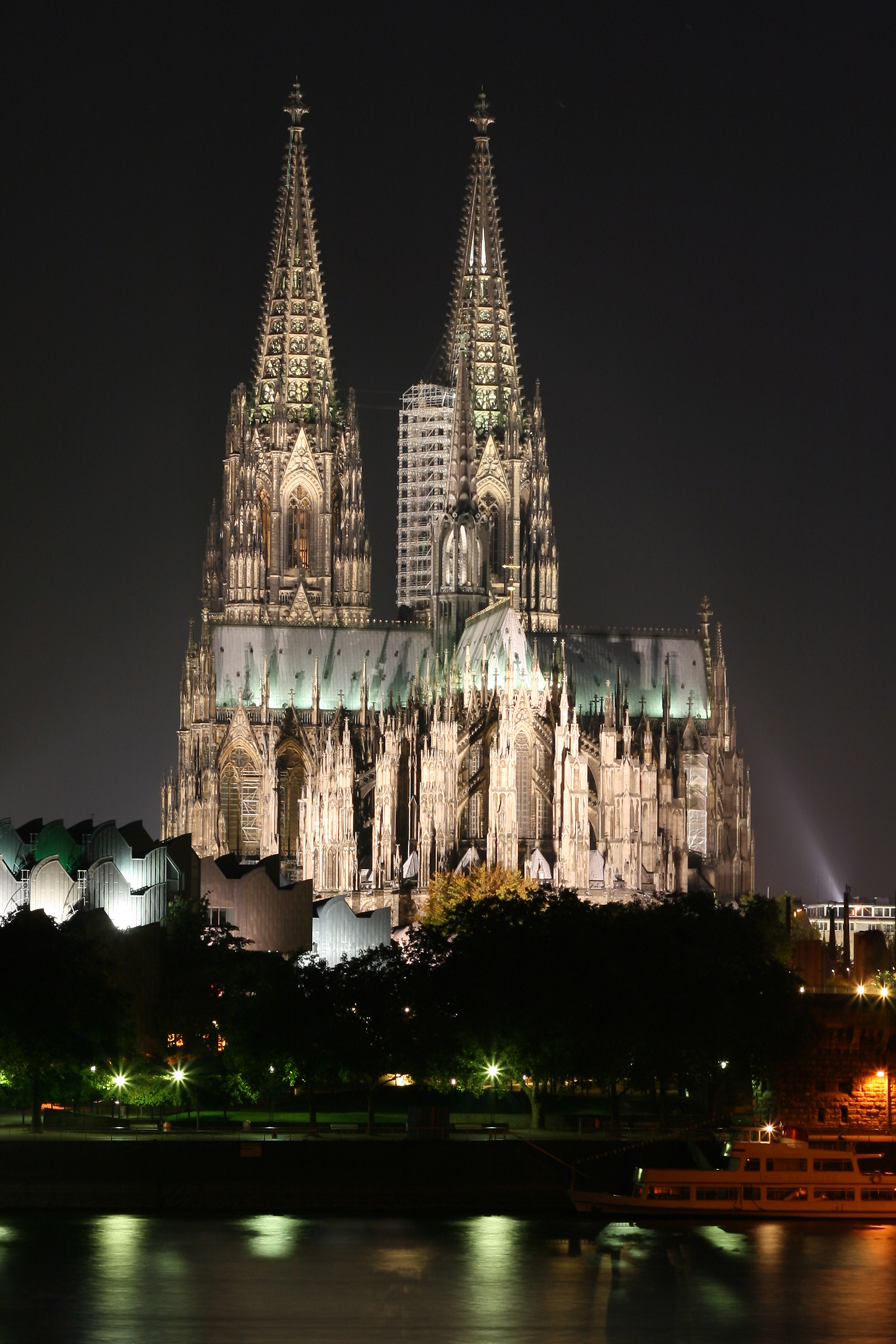
A Catedral de Colónia é um Patrimônio Mundial da UNESCO.

#### Berlim
Viajantes vão a Berlim, a capital da Alemanha, para ver a sua brilhante arquitectura e a cidade movimentada. Algumas atrações são o Portão de Brandemburgo, o Reichstag, o Palácio de Charlottenburg, Gendarmenmarkt Square, a Catedral de Berlim, o Memorial aos Judeus da Europa Assassinados, o Checkpoint Charlie, o Muro de Berlim e locais históricos de forma geral.
Há excursões para turistas. Entre os locais para compras, destacam-se Kurfürstendamm e Alexanderplatz.

#### Munique
Munique, a capital da Baviera, é famosa pelos seus eventos, como a Oktoberfest. Possui diversas atracções, tais como o Museu de Arte de Pinakotheken, o mundialmente famoso Parque, o Teatro Nacional e o Palácio Real, Marienplatz e o mercado de Viktualien, com as suas coloridas barracas ao ar livre, o Palácio de Nymphenburg, residência de verão de reis da Baviera, e atracções modernas como a Torre Olímpica, Sea Life e o museu da BMW.

#### Frankfurt
Frankfurt é uma metrópole que combina o tradicional e o moderno da Alemanha, com o edifício mais alto da Europa, assim como uma agitada cena cultural. Há locais famosos como a Câmara de Goethe e também o rosca-o .

#### Colónia
Colónia, uma das mais ricas cidades e historicamente a quarta maior cidade da Alemanha, possui monumentos culturais, e outro património arquitectónico. Destaca-se a Catedral de Colónia, que é a maior catedral da Alemanha e atracção central de Colónia, além de Schloss-Wahn, Farinahaus, Phantasialand, juntamente com outras populares atrações e lugares históricos.

#### Hamburgo
Hamburgo é a segunda maior cidade da Alemanha. O porto de Hamburgo e a Igreja de São Miguel são exemplos de arquitectura barroca. Destacam-se ainda a Câmara Municipal de Hamburgo, Galerias de Arte, Elbtunnell Velha e Pauli Fishmarket.

## Gastronomia
A Alemanha também tem uma gastronomia única, com wursts, spatzle e schnitzel. A Alemanha também se orgulha de indiscutivelmente ter a melhor cerveja do mundo.
A Alemanha é um ótimo lugar para todos os amantes de alimentos, em especial para os interessados em salsichas.
Regiões específicas na Alemanha têm os seus próprios enchidos, como a Ratisbona de Göttingen, que são considerados populares desde a Idade Média.
O Thuringer Rotwurst e os enchidos fumados de Vestefália são particularmente afamados.
Na Alemanha, existe um espantoso número de mais de 1500 espécies de salsichas.
A carne é muito consumida, especialmente carne de porco e aves.
O pequeno-almoço na Alemanha é composto de pão com compota, marmelada ou mel com ovos e chá ou café.
O almoço é a principal refeição do dia na Alemanha, seguida de um jantar leve, que é similar ao pequeno-almoço.